# گلن فورد
گلن فورد (انگلیسی: Glenn Ford؛ زادهٔ ۱ می ۱۹۱۶ – درگذشته ۳۰ اوت ۲۰۰۶) بازیگر کانادایی‌تبار سینمای آمریکا و دارای سابقهٔ بیش از پنجاه سال فعالیت حرفه‌ای، از نخبگان سینمای کلاسیک هالیوود است. شهرت وی علی‌رغم مهارت در حرفه‌های گوناگون، بیشتر به‌خاطر رفتار متواضع در شرایط غیرعادی است.

## دورهٔ اول زندگی
گُلن ساموئل نیوتن فورد (انگلیسی: Gwyllyn Samuel Newton Ford) در بیمارستان جفری هال واقع در کوبک سیتی، زاده شد.
مادرش، آنگلو کووبَسِرس هانا وود مایکل (به انگلیسی: Anglo-Quebecers Hannah Wood Mitchell) و پدرش نیوتن فورد، متصدی بلیت قطار بود.
گلن فورد از جانب پدر، فرزند برادر زادهٔ سِر جان ای. مک دونالد، اولین نخست‌وزیر کانادا است. فورد هنگامی‌که هشت ساله بود، همراه خانواده به سانتا مونیکا، کالیفورنیا مهاجرت کرد و در ۱۹۳۹ تبعه آمریکا شد.
گلن فورد در دبیرستان، سانتا مونیکا، تحصیل کرد و پس از آن در گروهای کوچک تئاتر به بازیگری پرداخت. بعدها وی دراین‌باره چنین اظهار می‌کند؛ «پدرم که یک متصدی امور راه‌آهن بود، با فعالیت من در زمینه تئاتر مخالفتی نداشت، اما ضمن تأیید عمل من، معتقد بود، قبل از پرداختن به هنر، باید کارهای مفید دیگری مثل، پیاده و سوار کردن قطعات یک اتوموبیل، یا ساختن یک خانه با تمام جزئیات آن و… را یاد بگیرم و این باعث می‌شود، برای همیشه همه چیز داشته باشم».
فورد به اندرز دیگران توجه می‌کرد، و در اثنای سال ۱۹۵۰ هنگامی‌که یکی از محبوب‌ترین چهره‌های سینمای هالیوود بود، به پیشهٔ لوله‌کشی، سیم‌کشی و نصب تأسیسات ساختمان اشتغال داشت و هم‌زمان به سقف‌سازی و نصب درهای شیشه‌ای نیز می‌پرداخت.
گلن فورد قبل از پیوستن به کمپانی کلمبیا پیکچرز (۱۹۳۹)، در بنگاه‌های فیلم‌سازی ساحل غربی فعالیت می‌کرد. وی نام هنری خود را از نام کانادایی پدرش اقتباس کرد. در ۱۹۳۹ با بازی در فیلم، بهشت در حصار سیم‌های خاردار، اولین نقش فراگیر خود را ارائه داد.

## خدمت نظامی

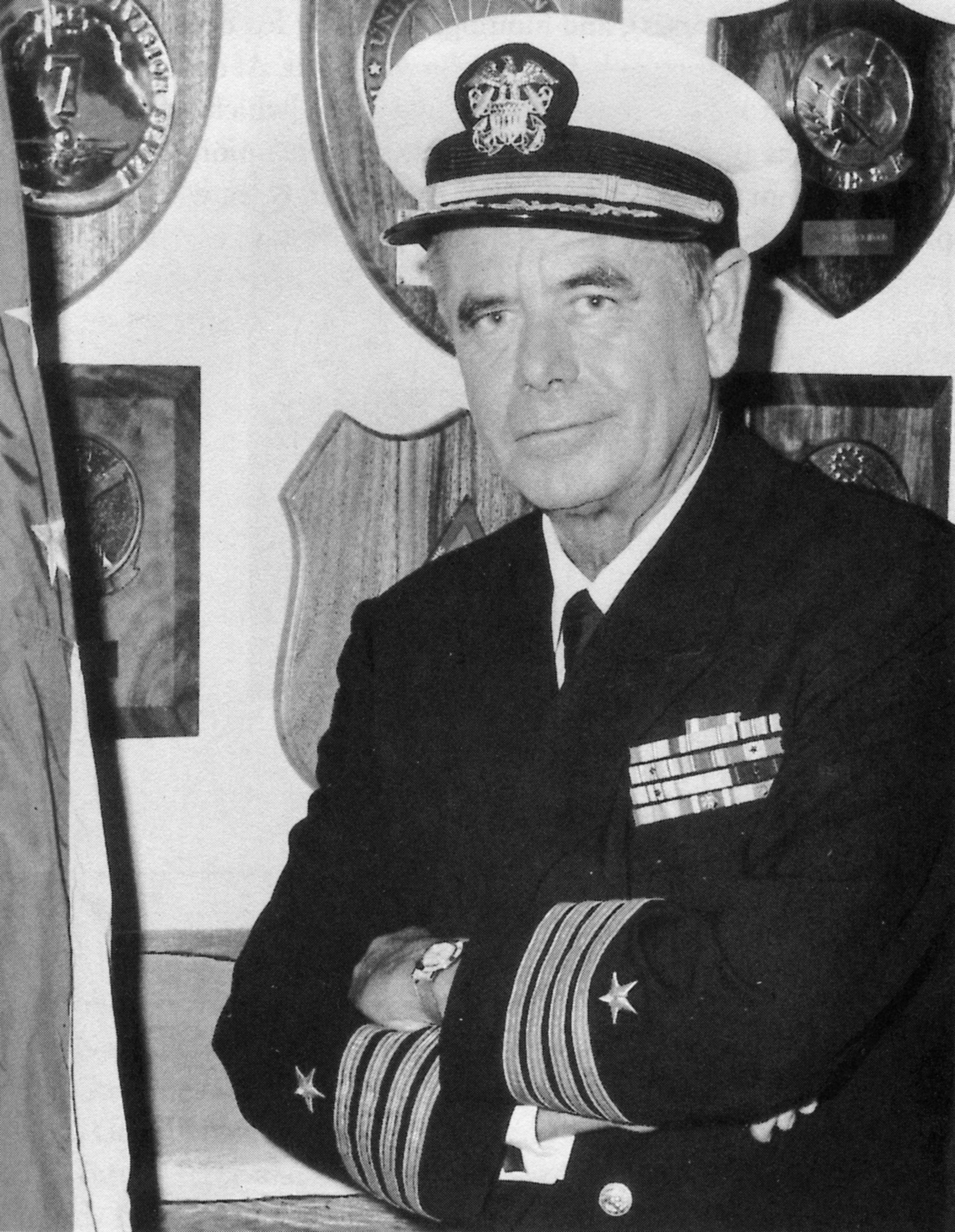
کاپیتان گلن فورد، عضو نیروی پشتیبانی دریایی ایالت متحده آمریکا

گلن فورد در ۱۳ دسامبر ۱۹۴۲ فعالیت سینمایی خود را برای شرکت داوطلبانه در جنگ جهانی دوم متوقف ساخت و به کادر تکاوران نیروی دریایی آمریکا پیوست. درمارس ۱۹۴۳ برای خدمت فعال در این کادر به پایگاه نظامی ساندیاگو منتقل شد. وی به بخش عکاسی واحد نظامی، مارین کورس اسکولز، در کوانتیکو، ویرجینیا فرستاده شد و سه ماه بعد از آن، طی یک حکم رسمی، به عنوان متخصص در امور فیلم‌سازی به ترفیع درجه گروهبانی نائل آمد. گلن فورد در فوریه ۱۹۴۴ به پایگاه ساندیگو بازگشت و چندی بعد به بخش رادیوی روابط عمومی واحد مرکزی ستاد نیروهای ارتش گماشته شد. در آنجا به اجرا و پخش نمایشنامه رادیویی، تالارهای مونتزوما پرداخت. اما در ۷ دسامبر ۱۹۴۴ به علت ناراحتی، زخم اثنی عشر، با تکریم از آنجا مرخص شد و مدت چند ماه در بیمارستان به‌سر برد.
در ۱۹۵۸، به کادر ذخیره نیروی دریایی پیوست و به درجه ناوبانی (ستوان) منتصب شد. در آنجا یک حوزه روابط عمومی امور مدیایی تاَسیس کرد و ضمن گشت زنی‌های آموزشی سالانه، با پخش برنامه‌های رادیویی و تلویزیونی، بنفسه و نمایش فیلم‌های مستند موجب توسعه و پیشرفت نیروی دریایی شد. او در۱۹۶۳ به مقام ناخدا سوم و در ۱۹۶۸ به ناخدا یکم (کاپیتان) ترفیع مقام یافت.
در۱۹۶۷ فورد طی یک سفر یک‌ماهه به منظور انجام وظیفه به عنوان دیدبان محل برای صحنه‌های رزمی در یک فیلم آموزشی تحت عنوان دریایی جهانی، به ویتنام رفت. این سفر از طریق یک منطقه بیطرف جنوبی بسوی دلتای مکونگ و به همراه یک گروه فیلم‌بردار جنگی صورت گرفت. نیروی دریایی به منظور قدردانی از خدماتی که فورد در ویتنام انجام داده بود، به وی نشان سپاس اعطا کرد، مدال‌هایی که فورد در جنگ جهانی دوم اخذ کرد عبارتند از: مدال خدمت، مدال جنگ دریایی، مدال پیروزی جنگ جهانی دوم، مدال تیرانداز ماهر و مدال تکاور ذخیره دریایی. فورد در ۱۹۷۰ با درجه کاپیتانی از خدمت ذخیره دریایی باز نشسته شد.

## زندگی هنری

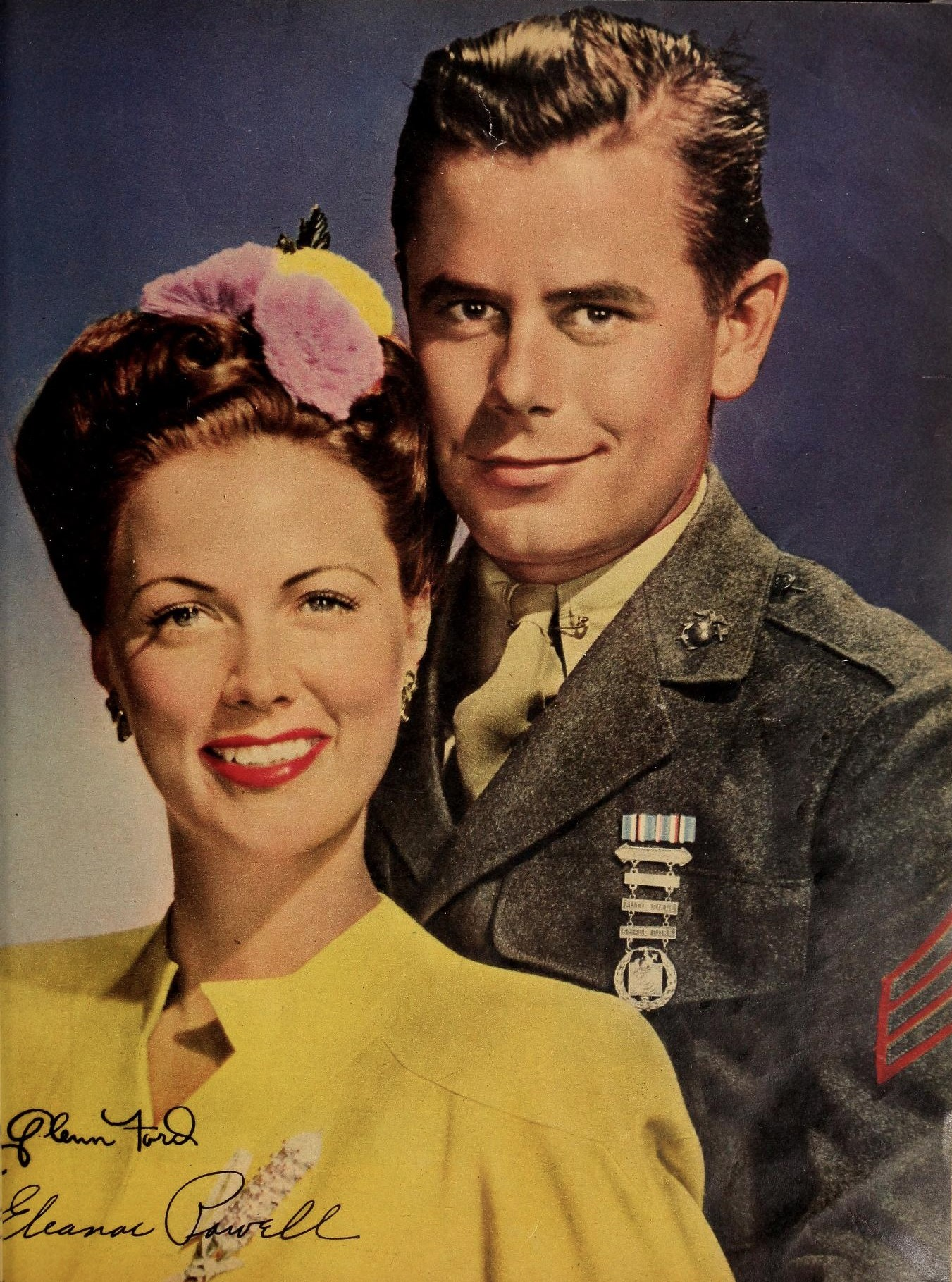
گلن فورد و النور پاول در سال ۱۹۴۳

پس از خدمت نظام، در ۱۹۴۶ گلن فورد با بازی در فیلم گیلدا به همراهی ریتا هیوارد نبوغ هنری خود را به نمایش گذاشت. بوسلی کرادر، منتقد بخش سینمایی مجله نیویورک تایمز بنیه و تواضع وی را در ایفای نقشی ناگوار ستود.
فورد، برخلاف ضعف کارگردانی فیلم، راه خود را بسوی کسب امتیاز ایفای نقش اول مرد در مقابل ریتا هیوارد در پنج فیلم دیگر گشود.
زندگی هنری فورد در سال‌های ۱۹۵۰ و ۱۹۶۰ توسعه یافت و به نشو و نما خود با اجرا نقش‌های تلویزیونی تا سال ۱۹۸۰ ادامه داد.
فیلم‌های مهیج، درام و همچنین فیلم‌های پرحادثه او عبارتند از: زندگی مسروقه همراه با بتی دیویس، اسرار دریاچه محبوس با جین تیرنی، هیجان تند، پهنه سیاه جنگل، متهم، ملودی گسیخته همراه با الینور پارکر، طعم وحشت با لی رمیک، چهار سوار از آپاکالپس و همچنین فیلم‌های وسترنی چون چابک‌ترین تیرانداز، قطار سه و ده دقیقه به یوما و سیمارون. توانایی فورد در عرضه چهره‌های متنوع، وی را قادر می‌ساخت تا در شماری از کمدی‌های مردم پسند نیز کسب محبوبیت کند. قهوه‌خانه ماه اوت، نزدیک آب نرو، خانه تابستانی، گریه برای خوش‌حال، و نامزدی پدر ادی، ازآن جمله‌اند.
در۱۹۷۱ گلن فورد برای اجرای اولین سریال تلویزیونی خود (یک کمدی درام نیم ساعته موسوم به، گلن فورد شو)، با مؤسسه سی بی اس قرار دادی امضا کرد. اما با توجه به منزلت فیلم‌های وسترن گلن فورد در جشنواره‌ها، فرد سیلورمن، رئیس مؤسسه خواهان تغییر سریال مذکور به سریال‌های وسترن شد. سریال محدوده کیت با اجرای گلن فورد در نقش، کلانتر کیت، روندی تازه در ترکیبی از وسترن درام و داستان‌های پلیسی معمایی بود. فورد سریال‌های دیگری را نیز در تلویزیون به عرصه نمایش درآورد؛ از آنجمله خانواده هالواک و هدیه بزرگ بود که فورد در هر دو نقش یک واعظ مذهبی را بعهده داشت.
در ۱۹۷۸ فورد در فیلم سوپرمن در نقش، جاناتان کنت (پدرخوانده، کلارک کنت) مقام دوم شخصیت فیلم را بعهده داشت؛ این نقش فورد را به نسل جدیدی از بینندگان فیلم معرفی می‌کند.
در صحنه آخر فیلم گردش به دور ساعت موزیک متن فیلم جنگل چهار گوش از رادیو یک اتومبیل شنیده می‌شود.

در۱۹۸۱ فورد درفیلم تولدم مبارک در کنار ملیسا سو اندرسون پدیدار شد.

در ۱۹۹۱ گلن فورد شرکت در سریال تلویزیونی آسمان آفریقا را، که از طریق شبکه مخابراتی دریافت می‌شد، پذیرفت، اما قبل از شروع این سریال به عارضه خون لختگی درپا، گرفتار آمد. این واقعه اقامت نستاً زیادی را در مرکز پزشکی سروهای-سینا مطالبه می‌کرد. سرانجام فورد از سریال حذف شد و اجرای نقش به رابرت میچم واگذار شد.

## زندگی خصوصی
اولین همسر گلن فورد الینور پاول (به انگلیسی: Eleanor Powell) (۱۹۵۹–۱۹۴۳ ستاره سینما و رقصنده و همچنین مادر پیتر

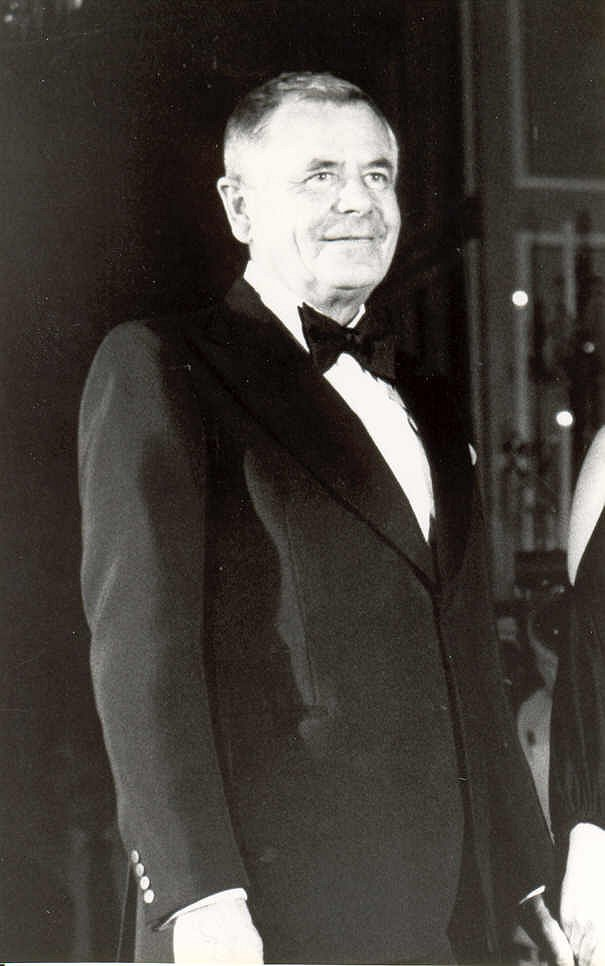
گلن فورد در همایش انجمن فیلم ملی

 (تولد ۱۹۴۵) تنها فرزند گلن فورد نیز بود. این زوج تنها یک بار با یکدیگر، در یک داستان کوتاه تحت عنوان، ایمان فرزندهایمان، بر صحنه ظاهر شدند.
هنگام ازدواج پاول از فورد مشهورتر بود. فورد متعاقباً با کاترین هیس(۱۹۶۶–۱۹۶۹)، سنتیا هیوارد(۱۹۷۷–۱۹۸۴) و جین باس(۱۹۹۳–۱۹۹۴) ازدواج کرد. هر چهار ازدواج به طلاق انجامید. فورد با هیچ‌کدام از زن‌های مطلقه خود رابطه خوشی نداشت، به استثنای سنتیا هیوراد که رابطه دوستانه خود را تا لحظه مرگ فورد حفظ کرد. او همچنین با ستاره دیگری بنام هوپ لانگ رابطه صمیمانه طولانی تری داشت اما هرگز با یکدیگر ازدواج نکردند.

گلن فورد در نیمه نخست زندگی خود از حزب دمکرات آمریکا حمایت می‌کرد. در ۱۹۵۰ از، آدلی استیونسون، جهت احراز مقام ریاست جمهوری پشتیبانی کرد. اما بعدها بخاطر پیروزی دوستش رونالد ریگان در انتخابات ریاست جمهوری ۱۹۸۰ و ۱۹۸۴ به حمایت از جمهوری خواهان برخاست.

او در بورلی هیلز، کالیفرنیا، جایی که به‌طور غیرقانونی به پرورش نوعی مرغ و خروس می‌پرداخت، زندگی می‌کرد. اما سرانجام پلیس از این کار ممانعت کرد.

## مرگ
فورد در اواخر سال‌های زندگی از چند سکته کوچک مغزی که سلامتی او را تضعیف می‌کرد، رنج می‌برد. وی سرانجام در خانه‌اش واقع در بورلی هیلز در ۳۰ اوت ۲۰۰۶، در سن ۹۰ سالگی درگذشت؛ و در گورستان وودلاون، سانتا مونیکا بخاک سپرده شد.

## جوایز
گلن فورد بعد از نامزدی در ۱۹۵۷ و ۱۹۵۸ سرانجام در ۱۹۶۲ به عنوان بهترین بازیگر در ایفای نقش، فرانک کاپکا، در فیلم یک جیب معجزه (معجزه سیب) موفق به دریافت جایزه گلدن گلاب شد. او در لیست سالانه ده قهرمان پول ساز برای باجه‌های فروش بلیت که به لیست سالانه، کویگلی، موسوم است، در ۱۹۵۸ در رده اول قرار گرفت و بخاطر خدمات بی‌دریغ به صنعت سینما، در پیاده‌روی شهرت هالیوود مفتخر به داشتن ستاره‌ای در، ۶۹۳۳ هالیوود بلوارد، است.

گلن فورد در ۱۹۷۸ به تالار مشاهیر، عاملین هنر غربی در موزه، کابوی ملی و میراث غربی، واقع در اکلاهما معرفی شد و در ۱۹۸۷ جایزه دونوستیا را در، جشنواره فیلم جهانی سان ساباستین، از آن خود کرد. در ۱۹۹۲ بخاطر شرکت در جنگ جهانی دوم به دریافت، مدال افتخار لژیون، نایل آمد.
قراربود فورد در جشن باشکوهی که به افتخار نودمین سالگرد زندگیش در اول ماه مه ۲۰۰۶ به میزبانی انجمن سینمای پیشرو آمریکایی در تماشاخانه مصری گرامن واقع در هالیوود برنامه‌ریزی شده بود، پس از ۱۵ سال برای اولین بار حضور عمومی داشته باشد؛ اما در دقایق آخر نارسایی وضع سلامتیش وی را ناگزیر به ترک حضور ساخت. فورد با پیش‌بینی این مسئله یک هفته قبل از آن پیامی برای حضار در فیلم ضبط کرده بود. این فیلم در اثنای مراسم تجلیل از افراد به وسیلهٔ جمعی از دوستانش به نمایش گذاشته شد.
در ۴ اکتبر ۲۰۰۸، پیتر فورد، فرزند گلن فورد، برخی از مایملک پدر را به مزایده گذاشت، که از آنجمله عبارت بودند: پوتین کابوی لاک الکلی (۲۵۰۰ دلار فروخته شد)، جاکت و کلاه متعلق به فیلم برج سفید (۴۰۰ دلار)، کت بارانی پشمی متعلق به فیلم جوانی با ایده هایش (۳۰۰ دلار) و کلاه یونیفورم رزرو نیروی دریایی ایالات متحده آمریکا (۲۵۰ دلار). همچنین نیم کت مبلی که آقای فورد ظاهراً مدعی بوده روی آن با مرلین مونرو رویارویی رومانتیکی داشته بمبلغ ۱۷۵۰ دلار فروخته شد.

## فیلم‌شناسی
| در سال | در فیلم                     | در نقش                |
| ------ | --------------------------- | --------------------- |
| ۱۹۳۷   | شب در مانتانا               | میزبان بروی دوربین    |
| ۱۹۳۹   | بهشت در حصار سیم خار دار    | جو                    |
| ۱۹۳۹   | پسرم گناهکار است            | بارنی                 |
| ۱۹۴۰   | بانوی متهم                  | جیم برنت (خبرنگار)    |
| ۱۹۴۰   | مردان بیروح                 | جانی آدامز            |
| ۱۹۴۰   | زن موضوع بحث                | پیر موراستن           |
| ۱۹۴۱   | این‌طور شب ما به پایان می‌رسد | لادویگ کرن            |
| ۱۹۴۱   | تکزاس                       | تد رامسی              |
| ۱۹۴۱   | خانم! به غرب برو            | کلانتر تکس میلر       |
| ۱۹۴۲   | ماجراهای مارتین ادن         | مارتین ادن            |
| ۱۹۴۲   | ستوان                       | دنی دویل              |
| ۱۹۴۳   | از جان گذشتگان              | چارلز ویدور           |
| ۱۹۴۳   | ویرانگر                     | میکی دانهو            |
| ۱۹۴۶   | گیلدا                       | جانی فرل (راوی)       |
| ۱۹۴۶   | زندگی ربوده‌شده              | بیل امرسون            |
| ۱۹۴۷   | تهمت                        | مایک لامبرد           |
| ۱۹۴۸   | مردی از کلورادو             | کلنل اون دوروکس       |
| ۱۹۴۸   | عشقهای کارمن                | دان خوز لزبرنگو       |
| ۱۹۴۸   | بازگشت اکتبر                | پروفسور بنتلی باست.   |
| ۱۹۴۹   | تب طلا                      | جاکوب والز            |
| ۱۹۴۹   | مرد سری                     | فرانک وارن            |
| ۱۹۴۹   | دکتر و دختر                 | دکتر مایکل کوردی      |
| ۱۹۵۰   | برج سفید                    | مارتین اوردوی         |
| ۱۹۵۰   | محکوم                       | جو هافورد             |
| ۱۹۵۱   | اسرار دریاچه محبوس          | جیم کانفیلد           |
| ۱۹۵۲   | دستکش سبز                   | مایکل بلیک            |
| ۱۹۵۳   | مردی از الامو               | جان استرود            |
| ۱۹۵۳   | تاراج خورشید                | آل کولبی              |
| ۱۹۵۳   | تعقیب بزرگ                  | گروهبان دیو بانیون    |
| ۱۹۵۳   | ملاقات در هندوراس           | استیو کوربت           |
| ۱۹۵۴   | آرزوی انسان                 | جف وارن               |
| ۱۹۵۵   | آمریکنو                     | سام دنت               |
| ۱۹۵۵   | مردان خشن                   | جان پَریش              |
| ۱۹۵۵   | محاکمه                      | دیوید بلیک            |
| ۱۹۵۵   | مدرسه اوباش و اراذل         | ریچارد دادیر          |
| ۱۹۵۶   | خون‌بها!                     | دیوید استنرد          |
| ۱۹۵۶   | چابک‌ترین تیرانداز           | جورج تمپل             |
| ۱۹۵۶   | قهوه‌خانه ماه اوت            | کاپت فیسبی            |
| ۱۹۵۷   | ۳:۱۰ به یوما                | بن وید                |
| ۱۹۵۷   | نزدیک آب نرو                | ماکس سیگل             |
| ۱۹۵۸   | گاوچران                     | تام ریس               |
| ۱۹۵۸   | چوپان                       | جیسان سویت            |
| ۱۹۵۹   | با یک بوسه شروع شد          | گروهبان جو فیدزپاتریک |
| ۱۹۵۹   | گزیبو                       | الیوت ناش             |
| ۱۹۶۰   | سیمارون                     | سیمارون               |
| ۱۹۶۱   | معجزه سیب                   | دیو کانوی             |
| ۱۹۶۲   | چهار سوار سرنوشت            | جولیو دنسویرز         |
| ۱۹۶۴   | پیشرفت بسوی عقب             | کاپیتان جارد هیس      |
| ۱۹۶۴   | سرنوشت یک صیاد است          | سام سی مک بین         |
| ۱۹۶۵   | دام اسکناس                  | جو بارون              |
| ۱۹۶۶   | آیا پارس می‌سوزد؟            | سپهبد اومر ان برادلی  |
| ۱۹۶۶   | خشم                         | دکتر ریبن             |
| ۱۹۶۷   | زمانی برای کشتن             | سرگرد تام ولکات       |
| ۱۹۶۷   | آخرین مبارزه                | مارشال دان بلین       |
| ۱۹۶۹   | اسمیت                       | اسمیت                 |
| ۱۹۶۹   | بهشت با تفنگ                | جیم کلیان             |
| ۱۹۷۱   | ناحیه کیت                   | سام کیت               |
| ۱۹۷۳   | جارت                        | سام جارت              |
| ۱۹۷۳   | سانتی                       | سانتی                 |
| ۱۹۷۴   | ناپدیدی پرواز ۴۱۲           | کلنل پت مور           |
| ۱۹۷۶   | نیمه راه                    | ریموند ای اسپرانس     |
| ۱۹۷۸   | سوپر من                     | جاناتان کنت           |
| ۱۹۷۹   | مهمان                       | جیک درهام             |
| ۱۹۷۹   | هدیه                        | بیلی دولین            |
| ۱۹۷۹   | روز آدمکش                   | کریستاکیس             |
| ۱۹۸۹   | قطار سریع‌السیر کازابلانکا   | سرگرد جن ویلیامز      |
| ۱۹۹۱   | آخرین حکم                   | ریو. راجرز            |